# James Tynion IV
James Tynion IV (né le 14 décembre 1987 à New York) est un scénariste de bande dessinée américain.

## Biographie
Il a grandi à Milwaukee, Wisconsin et a fréquenté le lycée de l'Université Marquette. Alors qu'il étudiait l'écriture créative au Sarah Lawrence College, Tynion a rencontré et a commencé à étudier avec Scott Snyder.
Après l'école, il a effectué un stage au label Vertigo de DC Comics, travaillant sous la direction de la rédactrice Sherry Bond et d'autres.
D'abord remarqué pour son travail sur le comics de super-héros Batman à partir de 2012 DC Comics, Tynion collabore également avec l'éditeur indépendant Boom! Studios, où il crée les séries d'horreur The Wooods (2014-2017), Something Is Killing the Children (2019) et The House of Slaughter (2021).
En 2021 et 2022, il remporte quatre prix Eisner, dont celui du meilleur scénariste coup sur coup.
En 2024, The Nice House On The Lake, créée avec le dessinateur Álvaro Martínez Bueno, obtient le prix de la meilleure série au 51e festival de la bande dessinée d'Angoulême.
La même année, il publie deux ouvrages : The Deviant - A Christmas Story avec Joshua Hixson au dessin, puis, Dracula avec Martin Simmonds, dans le cadre de la série Universal Monsters.
En 2025, un nouveau projet nommé : "Project Exquisite" aux côtés de Michael Walsh est prévu chez Image Comics.
Est également attendu en français le premier tome de Spectregraph avec Christian Ward et Aditya Bidikar.

## Publications en français

### SérieThe Woods
- 1 Tome 1, Ankama, mars 2016
Scénario : James Tynion IV - Dessin : Michael Dialynas - (ISBN 978-2-359-10918-4)
- 2 Tome 2, Ankama, octobre 2016
Scénario : James Tynion IV - Dessin : Michael Dialynas - (ISBN 979-10-33500-03-2)
- 3 Tome 3, Ankama, mars 2017
Scénario : James Tynion IV - Dessin : Michael Dialynas - (ISBN 979-10-33503-88-0)
- 4 Tome 4, Ankama, avril 2018
Scénario : James Tynion IV - Dessin : Michael Dialynas - (ISBN 979-10-33505-35-8)

### SérieSomething Is Killing the Children
- 1 The Angel of Archer's Peak, Urban Comics, septembre 2020
Scénario : James Tynion IV - Dessin : Werther Dell'Edera -  (ISBN 978-2-381-33011-2)
- 2 The House of Slaughter, Urban Comics, février 2021
Scénario : James Tynion IV - Dessin : Werther Dell'Edera -  (ISBN 978-2-381-33013-6)
- 3 The Game of Nothing, Urban Comics, octobre 2021
Scénario : James Tynion IV - Dessin : Werther Dell'Edera -  (ISBN 978-2-381-33014-3)
- 4 Me and My Monster, Urban Comics, juin 2022
Scénario : James Tynion IV - Dessin : Werther Dell'Edera -  (ISBN 979-10-26829-31-7)
- 5 The Road to Tribulation, Urban Comics, janvier 2023
Scénario : James Tynion IV - Dessin : Werther Dell'Edera -  (ISBN 979-10-26823-87-2)
- 6 The Girl and the Heritage, Urban Comics, juillet 2023
Scénario : James Tynion IV - Dessin : Werther Dell'Edera -  (ISBN 979-10-26814-68-9)
- 7 Showdown at the Easy Creek Corral, Urban Comics, mars 2024
Scénario : James Tynion IV - Dessin : Werther Dell'Edera - (ISBN 979-10-26820-16-1)
- 8 Road Stories, Urban Comics, avril 2025
Scénario : James Tynion IV - Dessin : Werther Dell'Edera - (ISBN 979-10-26826-55-2)

#### Série Dérivée

##### House of Slaughter
- 1 La marque du boucher, Urban Comics, juin 2022
Scénario : James Tynion IV, Tate Brombal, Werther Dell'Edera - Dessin : Chris Shenan -  (ISBN 979-10-26826-19-4)
- 2 Écarlate, Urban Comics, mars 2023
Scénario : James Tynion IV, Tate Brombal, Sam Johns - Dessin : Letizia Cadonici, Chris Shehan -  (ISBN 979-10-26821-81-6)

### SérieWynd
- 1 L'Envol du Prince, Urban Comics, Août 2021
Scénario : James Tynion IV - Dessin : Michael Dialynas - (ISBN 979-10-26822-02-8)
- 2 Le Mystère des Ailes, Urban Comics, Janvier 2022
Scénario : James Tynion IV - Dessin : Michael Dialynas - (ISBN 979-10-26822-51-6)

### SérieThe Department of Truth
- 1 Au Bord du monde, Urban Comics, janvier 2022
Scénario : James Tynion IV - Dessin : Martin Simmonds -  (ISBN 979-10-26823-63-6)
- 2 La Cité sur la colline, Urban Comics, septembre 2022
Scénario : James Tynion IV - Dessin : Martin Simmonds -  (ISBN 979-10-26823-92-6)
- 3 Mondre libre, Urban Comics, janvier 2023
Scénario : James Tynion IV - Dessin : Martin Simmonds -  (ISBN 979-10-26824-21-3)
- 4 Le Ministère du mensonge, Urban Comics, juin 2023
Scénario : James Tynion IV - Dessin : Martin Simmonds -  (ISBN 979-10-26828-75-4)
- 5 Réveil Américain, Urban Comics, avril 2025
Scénario : James Tynion IV - Dessin : Martin Simmonds, Alison Sampson - (ISBN 979-10-26828-51-8)

### SérieThe Nice House On The Lake
- 1 The Nice House on the Lake, tome 1, Urban Comics, février 2023
Scénario : James Tynion IV - Dessin : Álvaro Martínez Bueno -  (ISBN 979-10-26827-88-7)
- 2 The Nice House on the Lake, tome 2, Urban Comics, mars 2023
Scénario : James Tynion IV - Dessin : Álvaro Martínez Bueno -  (ISBN 979-10-26825-02-9)
- 3 The Nice House by the Sea, tome 1, Urban Comics, avril 2025
Scénario : James Tynion IV - Dessin : Álvaro Martínez Bueno - (ISBN 979-10-26828-02-0)

### SérieL'Étrange Quotidien de Christopher Chaos
- 1 Tome 1, Urban Comics, septembre 2024
Scénario : James Tynion IV, Tate Brombal - Dessin : Isaac Goodhart - Couleurs : Miquel Muerto - (ISBN 978-2-36577-548-9)

### SérieThe Deviant - A Christmas Story
- 1 Tome 1, Urban Comics, octobre 2024
Scénario : James Tynion IV - Dessin : Joshua Hixson -  (ISBN 979-10-26814-57-3)
- 2 Tome 2, Urban Comics, octobre 2025
Scénario : James Tynion IV - Dessin : Joshua Hixson -  (ISBN 979-10-26822-70-7)

### SérieUniversal Monsters
Il s'agit d'une série commandée par Universal Pictures et dédiée aux célèbres monstres créés par le studio entre 1923 et 1960.
- 1 Dracula, Urban Comics, octobre 2024
Scénario : James Tynion IV - Dessin : Martin Simmonds -  (ISBN 979-10-26812-84-5)

### SérieW0rldtr33
- 1 Tome 1, Urban Comics, octobre 2024
Scénario : James Tynion IV - Dessin : Fernando Blanco - Couleurs : Jordie Bellaire - (ISBN 979-10-26825-92-0)
- 2 Tome 2, Urban Comics, mars 2025
Scénario : James Tynion IV - Dessin : Fernando Blanco - Couleurs : Jordie Bellaire - (ISBN 979-10-26829-72-0)

### Spectregraph
- 1 Spectregraph, Delcourt, mars 2025
Scénario : James Tynion IV - Dessin : Christian Ward - (ISBN 978-2-413-08852-3)

## Prix
- 2017 : prix GLAAD Media Award for Outstanding Comic Book du GLAAD pour The Woods[3]
- 2017 : prix PRISM du « Best Single Issue From A Mainstream Publisher » pour The Backstagers #1[4]
- 2017 : prix Diamond Gem de la « Licensed TP/HC » de l'année pour Batman/TMNT Vol. 1[5]
- 2021 : prix Eisner du meilleur scénariste pour Something Is Killing the Children, Wynd, Batman, The Department of Truth et Razorblades
- 2022 : prix Eisner de la meilleure série pour Something Is Killing the Children (avec Werther Dell'Edera) ; de la meilleure nouvelle série pour The Nice House on the Lake (avec Álvaro Martínez Bueno) et du meilleur scénariste pour House of Slaughter, Something Is Killing the Children, Wynd, The Nice House on the Lake, The Joker, Batman, DC Pride 2021, The Department of Truth, Blue Book et Razorblades[6]
- 2023 : prix Eisner du meilleur scénariste pour House of Slaughter, Something Is Killing the Children, Wynd (BOOM! Studios); The Nice House on the Lake, The Sandman Universe: Nightmare Country (DC), The Closet, The Department of Truth (Image)[7]
- 2024 : Prix de la série au 51e festival de la bande dessinée d'Angoulême pour The Nice House On The Lake[2].